# Umanitarism

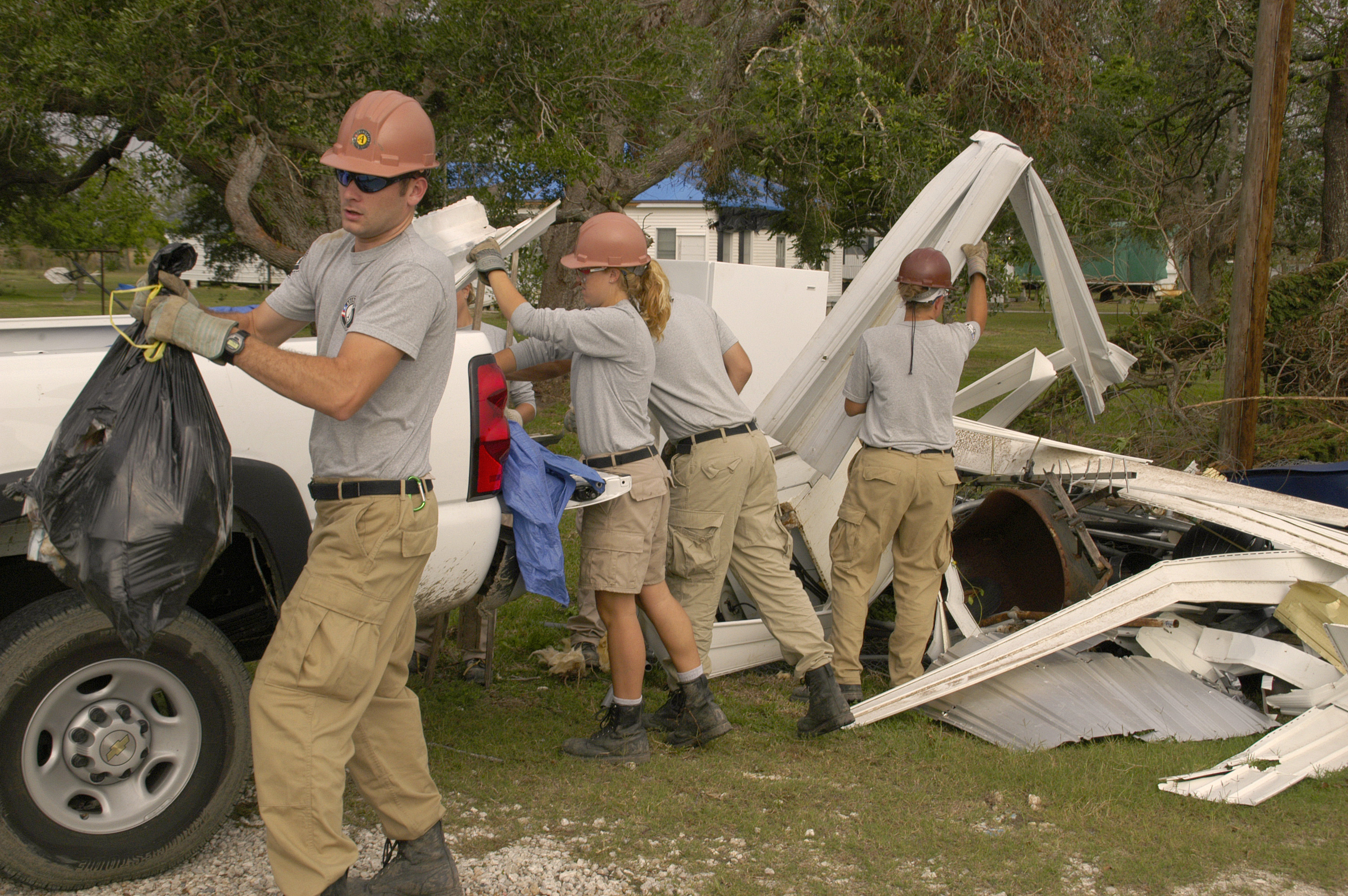
Voluntari din AmeriCorps în Louisiana

Umanitarismul este o credință activă în valoarea vieții umane, prin care oamenii practică un tratament binevoitor și acordă asistență altor oameni din motive morale, altruiste și logice. Ea este convingerea filozofică în desfășurarea de activități pentru folosul rasei umane într-o varietate de domenii legate în mod specific de bunăstarea umană. Un adept al acestei convingeri este cunoscut ca umanitarist.

## O ideologie informală
Umanitarismul este o ideologie informală; el este „doctrina că datoria oamenilor este de a promova bunăstarea umană”.
Umanitarismul se bazează pe faptul că toate ființele umane merită să aibă parte de respect și demnitate și ar trebui tratate ca atare. Prin urmare, umanitariștii depun eforturi pentru realizarea bunăstării umanității ca un întreg. Este antiteza mentalității „noi vs. ei” care caracterizează tribalismul și  naționalismul etnic. Umanitariștii detestă  sclavia, încălcarea drepturilor de bază ale omului și discriminarea pe baza unor caracteristici cum ar fi culoarea pielii, religie, origine sau locul de naștere. Umanitarismul determină oamenii să salveze vieți, să atenueze suferințele și să promoveze demnitatea umană în mijlocul dezastrelor naturale sau a celor provocate de om. Umanitarismul este îmbrățișat de mișcări și de oameni din întregul spectru politic. Ideologia informală poate fi rezumată printr-un citat din Albert Schweitzer: „Umanitarismul constă în a nu sacrifica niciodată o ființă umană cu un scop”.

## O doctrină universală
Jean Pictet, în comentariul său cu privire la Principiile fundamentale ale Crucii Roșii, pledează în favoarea caracteristicilor universale ale umanitarismului: 
Izvorul principiului umanității constă în esența moralității sociale care poate fi rezumată într-o singură frază, Orice ați dori ca oamenii să facă pentru voi, faceți-le și voi. Acest precept fundamental poate fi găsit, în formă aproape identică, în toate marile religii: brahmanismul, budismul, confucianismul, creștinismul, islamismul, iudaismul și taoismul. El este, de asemenea, regula de aur a pozitiviștilor, care nu aderă la nici o religie, ci numai la valorile morale în numele rațiunii pure. Nu este într-adevăr deloc necesar să se recurgă la concepte afective sau transcendentale pentru a recunoaște avantajul pe care îl au oamenii care  lucrează împreună pentru a-și îmbunătăți situația.

## Umanitarismul ca profesie
Un umanitarist este de obicei o persoană care lucrează în beneficiul omenirii și al oamenilor fară a fi răsplătit (Voluntari) dar există cazuri în care Umanitarismul este o profesie, în unele cazuri un Umanitarist poate fi un Ambasador al păcii, Activist independent, asociat unei organizatii caritabile sau a unei organizatii guvernamentale care lucrează în scopul omenirii, comisar al drepturilor copilului sau coordonatori umanitari. Una dintre cele mai cunoscute Umanitariste care a lucrat în caritate, drepturile copilului si stoparea sarăciei din Africa a fost chiar Diana, Prințesă de Wales. Aceasta a muncit în umanitarism, stoparea săraciei din Africa, îngrijirea copiilor din Africa, acordarea de asistență medicală si socială. Imediat după ce a devenit prințesă a decis să rămână Comisar umanitar dar făra sa mai fie plătită, devenind Comisar Umanitarist oficial si diplomat al bunăvoinței dar în regim voluntar. In categoria Umanitatism nu intră cei care lucrează în cadrul unui partid politic sau a unei companii care prin câteva activităti caritabile dorește cresterea vanzarilor și să adune popularitate si aprecieri de la public.

## Exemple istorice
Din punct de vedere istoric, umanitarismul a fost observat public în reformele sociale de la sfârșitul anilor 1800 și începutul anilor 1900, ca urmare a crizei economice generate de Revoluția Industrială în Anglia. Multe dintre femeile din Marea Britanie care s-au implicat în mișcarea feministă în cursul anilor 1900 au desfășurat și activități umanitare. Practicarea unor munci extenuante de către copii și muncitori necalificați a devenit ilegală ca urmare a presiunii umanitariștilor asupra Parlamentului. Legea fabricilor din 1833 și Legea fabricilor din 1844 au fost unele dintre cele mai importante legi umanitare adoptate de Parlamentul Britanic în urma Revoluției Industriale.
La mijlocul secolului al XIX-lea, umanitarismul a avut un rol central în activitatea desfășurată  de Florence Nightingale și Henry Dunant în cazurile de tratare a urgențelor medicale și a dus la înființarea Crucii Roșii.